# Bobby Brown
Robert Barisford „Bobby” Brown (ur. 5 lutego 1969 w Bostonie) – amerykański tancerz i wokalista R&B.

## Życiorys
Brown rozpoczął swoją karierę muzyczną od zespołu New Edition w 1980 r., lecz został z niego wykluczony za problemy z zachowaniem. Rozpoczął karierę solową w 1986 r. Był głównym bohaterem reality show Being Bobby Brown emitowanego w telewizji Bravo.
Był mężem piosenkarki Whitney Houston, z którą miał córkę Bobbi Kristinę Brown (1993–2015). 13 września 2006 r. rzecznik Houston ogłosił, że po 14 latach piosenkarka złożyła wniosek o rozwód z Brownem. 24 kwietnia 2007 r. ich małżeństwo zostało rozwiązane, a Houston zatrzymała prawo do opieki nad ich córką.

## Dyskografia

### Albumy
| Rok  | Album                   | Wytwórnia |
| ---- | ----------------------- | --------- |
| 1986 | King Of Stage           | MCA       |
| 1988 | Don’t Be Cruel          | MCA       |
| 1989 | Dance!...Ya Know It!    | MCA       |
| 1992 | Bobby                   | MCA       |
| 1993 | B.Brown Posse           | MCA       |
| 1993 | Remixes In The Key Of B | MCA       |
| 1997 | Forever                 | MCA       |

### Single
| Rok  | Piosenka                                      | Pozycje na listach | Pozycje na listach | Pozycje na listach | Pozycje na listach     | Album                     |
| Rok  | Piosenka                                      | US Hot 100         | US R&B             | US Dance           | Brytyjska lista singli | Album                     |
| ---- | --------------------------------------------- | ------------------ | ------------------ | ------------------ | ---------------------- | ------------------------- |
| 1986 | „Girlfriend”                                  | 57                 | 1                  | –                  | –                      | King of Stage             |
| 1987 | „Girl Next Door”                              | –                  | 31                 | –                  | –                      | King of Stage             |
| 1988 | "Don’t Be Cruel”                              | 8                  | 3                  | –                  | 13                     | Don’t Be Cruel            |
| 1988 | „My Prerogative”                              | 1                  | 1                  | 7                  | 6                      | Don’t Be Cruel            |
| 1989 | "Roni”                                        | 3                  | 2                  | –                  | 21                     | Don’t Be Cruel            |
| 1989 | „Every Little Step”                           | 3                  | 1                  | 17                 | 6                      | Don’t Be Cruel            |
| 1989 | „On Our Own”                                  | 2                  | 1                  | 15                 | 4                      | Ghostbusters 2 soundtrack |
| 1989 | „Rock Wit’cha”                                | 7                  | 3                  | –                  | 33                     | Don’t Be Cruel            |
| 1990 | „She Ain't Worth It” (z Glenn Medeiros)       | 1                  | 43                 | –                  | 12                     | Glenn Medeiros            |
| 1992 | „Humpin' Around”                              | 3                  | 1                  | 15                 | 19                     | Bobby                     |
| 1992 | „Good Enough”                                 | 7                  | 5                  | –                  | 41                     | Bobby                     |
| 1993 | „Get Away”                                    | 14                 | 3                  | 3                  | –                      | Bobby                     |
| 1993 | „That’s the Way Love Is”                      | 57                 | 9                  | 31                 | 56                     | Bobby                     |
| 1993 | „Something in Common” (z Whitney Houston)     | –                  | –                  | –                  | 16                     | Bobby                     |
| 1995 | „Two Can Play That Game”                      | –                  | –                  | –                  | 3                      | Remixes in the Key of B   |
| 1997 | „Feelin’ Inside”                              | –                  | –                  | –                  | 40                     | Forever                   |
| 2002 | „Thug Lovin'” (Ja Rule z Bobbym Brownem)      | 42                 | 16                 | 10                 | 24                     | The Last Temptation       |
| 2006 | „Beautiful'” (Damian Marley z Bobbym Brownem) | –                  | –                  | –                  | 39                     | Welcome To Jamrock        |